# Yohan Hautcœur
Yohan Hautcœur (ur. 30 października 1981 w Nantes) – francuski piłkarz występujący na pozycji pomocnika.

## Kariera
Hautcœur zawodową karierę rozpoczynał w 1999 roku w drugoligowym Le Mans UC 72. W Ligue 2 zadebiutował 5 maja 2000 w wygranym 2:1 meczu z CS Louhans-Cuiseaux. W 2003 roku awansował z klubem do Ligue 1. W tych rozgrywkach zadebiutował 23 sierpnia 2003 w wygranym 1:0 spotkaniu z FC Nantes, a 25 października 2003 w zremisowanym 1:1 pojedynku z SC Bastią zdobył pierwszą bramkę w Ligue 1. W 2004 roku spadł z zespołem do Ligue 2, ale po roku powrócił z nim do Ligue 1. W barwach Le Mans Hautcœur rozegrał 151 spotkań i strzelił 8 goli.
W 2006 roku podpisał kontrakt z innym pierwszoligowcem – AS Saint-Étienne. Pierwszy ligowy mecz rozegrał tam 5 sierpnia 2006 przeciwko FC Sochaux-Montbéliard (1:2). Latem 2007 został wypożyczony do FC Lorient, również grającego w Ligue 1. Po roku powrócił do Saint-Étienne, którego barwy reprezentował do 2011. Następnie występował w Le Mans FC, LB Châteauroux oraz Amiens SC. W 2015 roku zakończył karierę.
W Ligue 1 rozegrał 150 spotkań i zdobył 6 bramek.
| Sezon   | Klub             | Kraj    | Rozgrywki            | Mecze | Bramki |
| ------- | ---------------- | ------- | -------------------- | ----- | ------ |
| 1999/00 | Le Mans UC 72    | Francja | Division 2           | 2     | 0      |
| 2000/01 | Le Mans UC 72    | Francja | Division 2           | 1     | 0      |
| 2001/02 | Le Mans UC 72    | Francja | Division 2           | 19    | 1      |
| 2002/03 | Le Mans UC 72    | Francja | Ligue 1              | 25    | 0      |
| 2003/04 | Le Mans UC 72    | Francja | Ligue 1              | 33    | 2      |
| 2004/05 | Le Mans UC 72    | Francja | Ligue 2              | 36    | 1      |
| 2005/06 | Le Mans UC 72    | Francja | Ligue 1              | 35    | 3      |
| 2006/07 | AS Saint-Étienne | Francja | Ligue 1              | 23    | 3      |
| 2007/08 | FC Lorient       | Francja | Ligue 1              | 33    | 0      |
| 2008/09 | AS Saint-Étienne | Francja | Ligue 1              | 17    | 0      |
| 2009/10 | AS Saint-Étienne | Francja | Ligue 1              | 9     | 0      |
| 2010/11 | Le Mans UC 72    | Francja | Ligue 2              | 5     | 0      |
| 2011/12 | LB Châteauroux   | Francja | Ligue 2              | 32    | 0      |
| 2012/13 | LB Châteauroux   | Francja | Ligue 2              | 19    | 0      |
| 2013/14 | Amiens SC        | Francja | Championnat National | 25    | 3      |
| 2014/15 | Amiens SC        | Francja | Championnat National | 18    | 0      |